# Distretto di Kahoku
Il distretto di Kahoku (河北郡, Kahoku-gun?) è uno dei distretti della prefettura di Ishikawa, in Giappone.
Fanno parte del distretto i comuni di Tsubata e Uchinada.
| Controllo di autorità | VIAF (EN) 260191688 · NDL (EN, JA) 00285589 |